# Отношения между Близкия изток и Русия
Русия е разделена по отношение на Близкия изток между вътрешнополитически сили, настояващи за сближаване със страните от региона, и силите, искащи външнополитическо ангажиране на Запад.
След разпада на СССР Русия се оттегля от този регион заради вътрешнополитическите си проблеми, оставяйки го свободен за американските амбиции. Все пак, при управлението на президента Владимир Путин (2000 – 2008), по-сериозната роля на Русия в международните отношения ѝ позволява да играе роля на посредник в региона.
В Близкия изток Русия винаги е търсила равновесието във връзките си с Израел и Палестинските територии. Приемането на декларацията на Хамас през 2006 г. показва Русия като страна, търсеща международното си признание след унижението от разпада на съветския режим и от „демократичните революции“, осъществени в предишната и сфера на влияние. Дори с риск да влошат партньорството си с Израел, евентуални доставки на руски системи за въздушна защита за Сирия, се вписват в геополитическата стратегия, осъществявана от Москва. И все пак обещаващите двустранни връзки с Израел в областта на енергетиката, информатиката и телекомуникациите се противопоставят на конкуренцията от страна на САЩ. В Персийския залив Русия опитва да увеличи влиянието си, особено върху Саудитска Арабия, по съображения, свързани с икономикатата и сигурността.

## Персийски залив
До 1990 г. СССР не е имал или е имал малко отношения със страните от Залива, с изключение на Саудитска Арабия, с която е поддържал връзка през 1920-те – 1930-те години Саудитска Арабия е била вражески настроена към СССР както поради идеологически причини, така и заради навлизането в Афганистан през 1979 г. Оттеглянето от Афганистан след войната в Залива през 1991 г. отваря пътя към нормализиране на отношенията между Москва и страните от Залива.
Тази нормализация е последвана от подкрепата на Саудитска Арабия за талибаните и от 2-те войни в Чечня, когато Москва обвинява страните от Залива, че финансират чеченските въстания.
От 2005 г. сме свидетели на офанзивата на Русия към Залива. В. Путин отива там 2 пъти през 2007 г.: през февруари, когато посещава Катар и Саудитска Арабия и отново през септември същата година – в Емирствата. За да увеличи влиянието си в Залива, Москва предлага на държавите от региона сътрудничество в енергетическата, космическата и военната сфери. Тъй като Русия и Саудитска Арабия са 2-те първи световни страни-производителки и износителки на нефт, то проектите в сферата на природния газ са най-напрегнати. Предложението за създаване на ОПЕК (заедно с Катар и Иран) привлича най-много вниманието на Путин по време на посещението му през февруари 2007 г. Този проект обаче не е приет с много голям ентусиазъм от страните от Залива.
Освен за газови проекти Русия предлага услугите си в областта на ядрената енергетика за граждански цели на страните от Залива, както и на другите страни от региона, най-вече на Египет. Както и в други региони на света, продажбата на оръжие представлява друга насока на руската политика в Близкия изток. От няколко години Москва се опитва да разнообрази клиентите си, за да не зависи военната и индустрия единствено от индийските и китайски поръчки. Близкият изток като цяло и Персийският залив в частност, където военните разходи са сред най-високите в света, са сред най-привлекателните пазари. Но конкуренцията там е много силна – САЩ, Франция и Великобритания са навлезли там преди десетилетия и предлагат висококачествени продукти. Москва предлага на страните от Залива танкове, както и хеликоптери за пренасяне на войници. Русия е развила също така сътрудничество в космическата сфера със Саудитска Арабия и Обединените арабски емирства, осигурявайки изстрелването на множество спътници за тези 2 страни.

## Израелско-арабски конфликт
Подновяването на връзките с палестинците представлява важна ос на политиката на реактивиране на бившето съветско влияние в Близкия изток. Тези връзки не са прекъсвани от 1991 г., въпреки че са загубили предишната си важност. В. Путин кани представители на „Хамас“ в Москва след победата на ислямистката партия на изборите през 2006 г. По този начин предлага легитимност на противниците на „Фатах“, които все пак са били привилегирован съюзник на Москва. Лидерът на „Хамас“ отново е поканен в Москва през 2007, 2008 и 2009 г.
Тази политика изглежда за момента не позволява на Москва да въздейства и да посредничи в разрешаването на израело-палестинския конфликт, въпреки че е част от Квартета за Близкия изток, включващ също САЩ, Европейския съюз и ООН. Руската дипломация подкрепя процеса от Анаполис и окуражава продължаването на преговорите в рамките на международна конференция, която ще бъде организирана в Москва.

## Израел
След повече от 30-годишно прекъсване на дипломатическите си връзки, руско-израелските отношения днес са доста задълбочени. В икономическата област обменът значително е развит от 1991 г., достигайки 2,5 милиарда долара през 2007 г. Икономическото сътрудничество изглежда най-обещаващо в енергийната сфера. Руският петрол и газ позволяват на Израел да разнообрази доставчиците си. В газовата област от 2004 текат преговори за продължение към Израел на газопровода „Син поток“, който свързва Русия и Турция. В петролната сфера руско-израелски договор за използването на петролопровода, свързващ Ашкелон с Ейлат, е подписан през 2004 г. Руските танкери, идващи от Новоросийск, ще могат да разтоварват нефта от Каспийско море в Ашкелон; след това той се транспортира чрез трансизраелския нефтопровод до Ейлат и се товари на танкери, за да бъде доставен в Азия.
В стратегически план Москва и Тел Авив имат общи интереси. Борбата срещу тероризма е сред основните направления на двустранното сътрудничество. След Втората война в Чечня, започнала през 1999 г., антитерористичното сътрудничество се развива чрез сътрудничество на разузнавателните сили, обучение на руски кадри в израелски техники и продажба на оръжие – Москва закупува израелски телеуправлявани самолети в началото на 2009 г. През септември 2004 г. израелският министър-председател Ариел Шарон оказва пълна подкрепа на В. Путин при взимането на заложници в Беслан, когато справянето с кризата от страна на руския президент е критикувано във Вашингтон и в някои западни столици. Москва и Тел Авив, всеки от своя страна, се опитват да инструментализират борбата срещу общия враг – „ислямисткия тероризъм“, за да защитят своята политика – едните спрямо Чечня, другите – спрямо палестинците.

## Ирак
Краят на режима на Саддам Хусейн през 2003 г. слага край на привилегированите връзки между Русия и Ирак. Въпреки че отношенията с Багдад се влошават след първата война в Персийския залив (1991), Москва запазва тесни връзки с баасисткия режим, които ѝ позволяват да се възползва доста добре от програмата „Петрол срещу храни“ и да развие дейност в енергийния сектор. До решението на Белия дом да нападне Ирак в края на 2002 г. Русия полага дипломатически усилия ООН да намали международните санкции срещу Ирак, които пречат на достъпа до иракския петролен пазар и възпрепятстват изискването на иракския дълг. От началото на американската окупация на Москва се налага да се лиши от дълга от близо 10 милиарда долара, който Багдад е бил договорил, натрупан при вноса на оръжие през периода на СССР.
Русия няма съюзници в новия иракски режим. На нея не ѝ е спестено иракското насилие, тъй като 4 руски граждани, работещи в посолството на Русия в Багдад, са отвлечени и убити през 2006 г. от групировка, свързана с „Ал-Каида“, изисквала оттеглянето на руските сили от Чечня за 48 часа. Критична към американската намеса в Ирак, Русия все пак печели от съществуването на проамерикански режим, който служи за защита на икономическите интереси и възпиране на радикалните ционистки елементи, които могат да разпалят ислямисткия спор в Русия или да посегнат към руските петролни интереси в Ирак. Руските фирми са развили търговски отношения и с иракския Кюрдистан, където Москва е отворила консулство.
През декември 2009 г. бившият премиер Евгени Примаков публично изразява притеснението си по отношение на стабилността на Ирак след изтеглянето на американските сили. След като се е наложило да се откаже от договорите си след американската инвазия, руската петролна индустрия печели през декември 2009 г. търгове за експлоатацията на залежите в Западна Карна – 2, които съдържат близо 13 милиарда барела суров нефт.

## Иран – 22 март 1935 г. – официално Персия е преименувана в Иран
- 31 август 1907 г. – Споразумение между Русия и Великобритания за разделяне на Персия на сфери на влияние състояло се в Санкт Петербург с посредничеството на Франция. Северната част на Персия – под руско влияние, а южната под английско. Между тях се създава буферна зона
- 23 юни 1908 г. – Русия бомбардира Персия, подкрепяйки шах Мохаммад Али
- 25 август 1941 г. – Великобритания и СССР навлизат в Иран
- 9 октомври 1944 г. – отношенията между Иран и СССР стават напрегнати заради концесиите на петролните находища;
- 19 май 1945 г. – Иран иска от СССР, САЩ и Великобритания да оттеглят отрядите си от нейната територия

През „подема“ на Русия в Близкия изток по време на мандатите като президент на В. Путин Иран не е забравен и играе ключова роля в руската дипломация в Близкия изток. Руско-иранската връзка от последното десетилетие е движена от дружество по взаимни интереси, в частност в областта на търговията и сътрудничеството. Икономическите предизвикателства играят важна роля въпреки сравнителната им скромност (през 2005 г. Русия е на 7-о място сред търговските партньори на Иран). Всички ключови руски сектори (въоръжаване, въздухоплаване, космонавтика и енергетика) активно са подпомагани в Иран от руското правителство през последните години. В сферата на въоръженията Русия е изключително важен партньор на Иран, който е подложен на американско ембарго от 3 десетилетия. По този начин Техеран е станал 3-тия по важност клиент на руската отбранителна индустрия, въпреки че е далеч след Китай и Индия. Все пак чувствителният характер на някои съоръжения, продадени или подлежали на прехвърлене от Москва на Техеран (ракети земя-въздух TOR-M1, системи за ракетна отбрана S-300) поставят въпроса за военно-техническото сътрудничество между Русия и Иран на международната сцена. САЩ (чрез посредничеството на Саудитска Арабия, съперник на ислямистката република) и Израел искат анулирането на израело-руските контакти по въоръженията.
В сферата на сигурността стабилността на стратегическата регионална обстановка е друг общ интерес. Иран не иска да си съперничи с Русия в Кавказ и Централна Азия. Техеран споделя с Москва желанието да са заобиколени от сравнително стабилни страни и 2-те държави искат да избегнат „заразяване“ с нестабилност от своите държави-съседки.
Във връзката между Русия и Иран все пак има няколко противоречиви фактора. В иранското ядрено досие Русия играе ключова роля. Руснаците и Западните страни имат общи интереси в тази област: не е в техен интерес Иран да се сдобие с ядрено оръжие. Русия винаги е твърдяла, че оборудването, доставено на Иран за центъра в Бушер, е само за граждански цели, и че е взела мерки по обещанието ѝ за ограничаване на количеството. През февруари 2005 г. тя не приема да подпише договор за доставка на гориво, което да захрани тази централа, след като е получила от Техеран гаранции за ограничаване на количеството. Все пак Русия прави опит да намери компромис, позволяващ на Иран да създаде ядрени централи при условия, приемливи за международната общност, предлагайки през 2005 г. операциите за обогатяване на уран, нужен за функционирането на иранските централи, да се правят на нейна територия. През 2006 – 2007 г. Русия се доближава до европейските и американски позиции. Приема през 2006 г., след като дълго се е противопоставяла, Международната агенция за атомна енергия да предаде този случай на Съвета за сигурност на ООН. Въпреки че е против идеята за икономически санкции, които не са в неин интерес, Русия решава през декември 2006 и през март 2007 г. да прекрати, след липсата на ирански плащания (което Техеран отрича), изпълнението на договора за централата в Бушер, чието започване е закъсняло няколко години.
В същото време Русия поддържа тези противоречия. Тя, изглежда, никога не е приемала да сподели със Западните страни информацията, с която разполага по отношение на иранската ядрена програма. Ако се доближава през 2006 – 2007 г. до американските и европейски позиции, то е, може би, защото се притеснява от американска военна намеса в Иран, която е можела да дестабилизира още повече Близкия изток и мюсюлманския свят. Тя го прави със силно колебание и след като е опитала на всеки етап от преговорите да печели време. По време на визитата на В. Путин през 2007 г. в Техеран той отново потвърждава подкрепата си за иранските позиции и противопоставянето си на всякаква заплаха от използване на сила за излизане от кризата. По парадоксален начин проблемите, свързани със САЩ, които са централни в стратегическото партньорство между Русия и Иран, са основните източници на различия между двете страни. Противоречията продължават да съществуват, съкращавайки обсега на тяхната взаимопомощ. В рамките на развитието на отношенията си и Техеран Москва внимава да не се съюзи с Вашингтон.
Русия се опитва да играе и за двата отбора, като равновесието като цяло е трудно постижимо. Иранската карта може да бъде полезна за Русия, особено за да подобри имиджа си в мюсюлманския свят. Но за Иран показването на добри отношения с Москва не е много изгодно – Русия е партньор на Израел в борбата срещу тероризма, подкрепила е сърбите и използва военна сила срещу ислямското население в Северен Кавказ. След затвърждаването на ислямския режим на спорните президентски избори от юни 2009 г. връзките между Москва и Техеран изглеждат по-неспокойни отпреди. Иран обвинява Русия за забавяне на доставките на противоракетните системи S-300 за иранската армия, за сближаването на Москва с Рияд и за заплахите от руски санкции в Съвета за сигурност на ООН. Все пак Москва е много сдържана относно приемането на наказателни санкции, които биха навредили на интереса ѝ (ембарго върху оръжията).

## Сирия
Връзките между Русия и Сирия са заздравени от общи възгледи (противопоставяне на американската „хегемония“, на войната в Ирак и т.н.), общото усещане за жива заплаха от сирийска страна (която засилва интереса от сътрудничество с Русия), както и от древните културни връзки. Все пак най-важната част от политическия дневен ред между Москва и Дамаск е военно-техническото сътрудничество. По време на Съветския съюз режимът на Хафез Асад се е възползвал от големи доставки на оръжие до такава степен, че сирийската армия е сред най-добре въоръжените в региона. Разпадът на СССР оставя Сирия със значителен дълг към Русия, който е обект на неразбирателство между Москва и Дамаск през 1990-те години, а освен това лишава страната от всякаква възможност да модернизира арсенала си.
Като последствие от подобряване на отношенията след визитата на министъра на отбраната Мустафа Тлас в Москва през 2001 г. дипломатическият обрат се случва през 2005 г., когато Кремъл редуцира дълга от 13,4 на 3,6 милиарда долара. Стратегическият и икономически диалог се засилва от тогава насам: сирийският президент Башар ал-Асад посещава руския си колега през 2005, 2006 и 2008 г. В основата на тези изменения стои подновяването на военно-техническото сътрудничество между Тел Авив и Вашингтон, още повече че този подем се вписва в контекста на ливанската криза, започнала след насилственото изтегляне на сирийските войски от Ливан и на убийството на министър-председателя Рафик Харари през 2005 г. Русия продава на Сирия ракети с малък обсег за противовъздушна отбрана и предоставя последен модел изтребители „МиГ-31Е“. В. Путин забранява продажбата на по-сложни машини, които биха могли да се възприемат от Израел]като заплаха за сигурността му. Освен това Русия не използва правото си на вето в Съвета за сигурност на ООН, за да попречи на приемането на резолюция за изтеглянето на сирийските военни части от Ливан и за убийството на Р. Харири.
В стратегически план Русия се опитва да се възползва от предимствата, които може да ѝ предостави Сирия в политиката в Близкия изток, като руските управници приемат Дамаск като непоклатим стълб в Средиземноморието. Тя трябва да започне отново да използва морската база в Тартус, изоставена след 1991 г. поради липса на средства. Русия е разположила там гарнизон от 150 души. Дамаск предлага от друга страна логистични удобства за руските военни кораби в пристанището Латакия, което позволява на Москва да разполага с площадка за артилерийско оръдие за евентуално морско развитие в региона. Всъщност от лятото на 2007 г. командващият военноморските сили адмирал Владимир Масорин мисли за възстановяването на постоянно морско присъствие в Средиземноморието, което смята за „море с изключително стратегическо значение“. Според израелските сили руснаците искат да добавят още плавателни съдове, за да подкрепят руските военни кораби, позиционирани в пристанището на Тартус (където руснаците осъществяват дейност през 2006 г.), но и в Латакия. Израел смята, че ескадрата ще бъде построена около ракетоносеца „Москва“ и се страхуват, че руските бази ще станат места за военновъздушна отбрана и центрове за електромагнитно разузнаване.
- Roland Dannreuther, Luke March, "Russia and Islam: State Approaches, Radicalisation and the „War on Terror“, Abstract, Roundtable Russia/Islam: Institutions, Regions and Foreign Policy, 19 – 20 юни 2008, Manchester
- Zeynep Dağı, „Russia: Back to the Middle East?“, Perceptions, automne 2007, p. 133